# Европейский маршрут E232
Европейский маршрут E232 — автомобильный европейский автомобильный маршрут категории Б, проходящий по территории Нидерландов и соединяющий города Амерсфорт и Гронинген.
Шоссе обслуживается Генеральным директоратом общественных работ и управления водными ресурсами при Министерстве инфраструктуры и водного хозяйства Нидерландов.

## Маршрут
Весь путь проходит через следующие города:
- Нидерланды
  - E30, E231 Амерсфорт
  - E233 Хогевен
  - E33 Гронинген

## Дороги по маршруту
E232 имеет общую протяженность 174 километра и служит соединителем между E30 и E 22 (отсюда номер). С юга на север следующие автомагистрали пересекаются с автомагистралью E 23:
- E30 (Шоссе 1) — Хевелакен
- E231 (Шоссе 1) — Хевелакен
- N94 (Шоссе 302) — Хардервейк
- N93 (Шоссе 50) — Хаттемербрук
- N90(Z) (Шоссе 35) — Цволлеркершпель
- N90(N) (Шоссе 32) — Ланкхорст
- E233 (Шоссе 37) — Хогевен
- RW48 — Хугевин
- RW33 — Ассен-Юг
- RW34 — Зейдларен
- E22 (Шоссе 7) — Юлианаплейн (Гронинген)

Весь маршрут имеет статус автомагистраль.
До изменения нумерации дорог категории Е в 1980-х годах этот маршрут был частью трассы Е35.